# بوب بيترسون
بوب بيترسون (بالإنجليزية: Bob Peterson)‏ (و. 1961  م) هو ممثل، وكاتب سيناريو، ورسام رسوم متحركة، ومؤدي أصوات أمريكي، ولد في ووستير، أوهايو.

## التعليم
تعلم في Ohio Northern University ‏، وجامعة بيردو.

## وصلات خارجية
- بوب بيترسون على موقع IMDb (الإنجليزية)
- بوب بيترسون على موقع تيرنر كلاسيك موفيز (الإنجليزية)
- بوب بيترسون على موقع أول موفي (الإنجليزية)
- بوب بيترسون على موقع بوكس أوفيس موجو (الإنجليزية)
- بوب بيترسون على موقع قاعدة بيانات الأفلام السويدية (السويدية)
- بوب بيترسون على موقع ديسكوغز (الإنجليزية)
- بوب بيترسون على موقع قاعدة بيانات الفيلم (الإنجليزية)